# Juri Alexejewitsch Gagarin
Juri Alexejewitsch Gagarin (russisch Юрий Алексеевич Гагарин; wiss. Transliteration Jurij Alekse’evič Gagarin; * 9. März 1934 in Kluschino, Oblast Smolensk, Russische SFSR, Sowjetunion; † 27. März 1968 bei Nowosjolowo, Oblast Wladimir, Russische SFSR, Sowjetunion) war ein sowjetischer Kosmonaut und am 12. April 1961 als erster Mensch im Weltraum.
Er war Oberst der sowjetischen Luftstreitkräfte und trug die Auszeichnung Held der Sowjetunion.

## Leben
Gagarin wurde am 9. März 1934 als Sohn einer russischen Bauernfamilie im Dorf Kluschino bei Gschatsk geboren. Sein Vater Alexei Iwanowitsch Gagarin (1902–1973) war im dortigen Kolchos Zimmermann, die Mutter Anna Timofejewna Gagarina, geb. Matwejewa (1903–1984), war Melkerin. Er hatte drei Geschwister: die Brüder Walentin (1924–2006) und Boris (1936–1977) und die Schwester Soja (1927–2004). Am 1. September 1941 wurde er in die Dorfschule von Kluschino eingeschult. Der Schulbesuch wurde durch den Zweiten Weltkrieg und die Besetzung des Dorfes am 12. Oktober 1941 durch deutsche Soldaten unterbrochen. Walentin und Soja wurden im Februar 1943 zur Zwangsarbeit nach Deutschland verschleppt. Sie kehrten nach dem Krieg zurück. Erst nach der Befreiung des Dorfes durch die Rote Armee am 9. April 1943 konnte der Schulunterricht fortgesetzt werden.
Nach einem Umzug in die Stadt Gschatsk (heute Gagarin) im Sommer 1945 besuchte Gagarin für sechs Klassen die Mittelschule. Als 1946 eine Bewerbung Sojas um eine Stelle als Krankenschwester fehlschlug, nachdem sie wahrheitsgemäß in einem Fragebogen angegeben hatte, Okkupation und Gefangenschaft erlebt zu haben, fasste er dies späteren Berichten seiner Mutter zufolge als Warnung auf. Er zog 1949 aus Gschatsk nach Ljuberzy, einen Vorort Moskaus, wo ihn keiner kannte, und machte dort eine zweijährige Ausbildung an einer Handwerkerschule in Ljuberzy, die er 1951 mit der Facharbeiterprüfung als Gießer abschloss. Anschließend, nachdem er in seinem Antrag auf einen Studienplatz seinen Vater fälschlich als Kriegsinvaliden ausgegeben und zwei seiner Geschwister verschwiegen hatte, studierte er am Industrietechnikum in Saratow und erhielt dort 1955 ein Diplom als Gießereitechniker.

### Pilot
Während seines Studiums wurde er Mitglied des Aeroklubs in Saratow und bestand seine erste Flugprüfung am 3. Juni 1955. Im Jahre 1957 trat er in die Luftstreitkräfte ein und wurde in die Fliegerschule in Orenburg aufgenommen. Am 5. November 1957 wurde Gagarin zum Leutnant ernannt. Zwei Tage später schloss er die Ausbildung an der Flugschule ab; am selben Tag heiratete er die Ärztin Walentina Iwanowna Gorjatschowa, die er am 1. Mai des Jahres kennengelernt hatte. Von 1957 bis 1959 diente Gagarin bei einem Jagdfliegerregiment in den Seefliegerkräften der Nordflotte. Er war in der Oblast Murmansk am Polarkreis stationiert. Hier wurde Gagarin Mitglied der KPdSU. Am 10. April 1959 wurde seine Tochter Jelena, genannt Lena, geboren, am 12. März 1961, genau einen Monat vor seinem Raumflug, seine zweite Tochter Galina, genannt Galja. Am 6. November 1959 wurde er zum Oberleutnant befördert.

### Erster Mensch im Weltraum

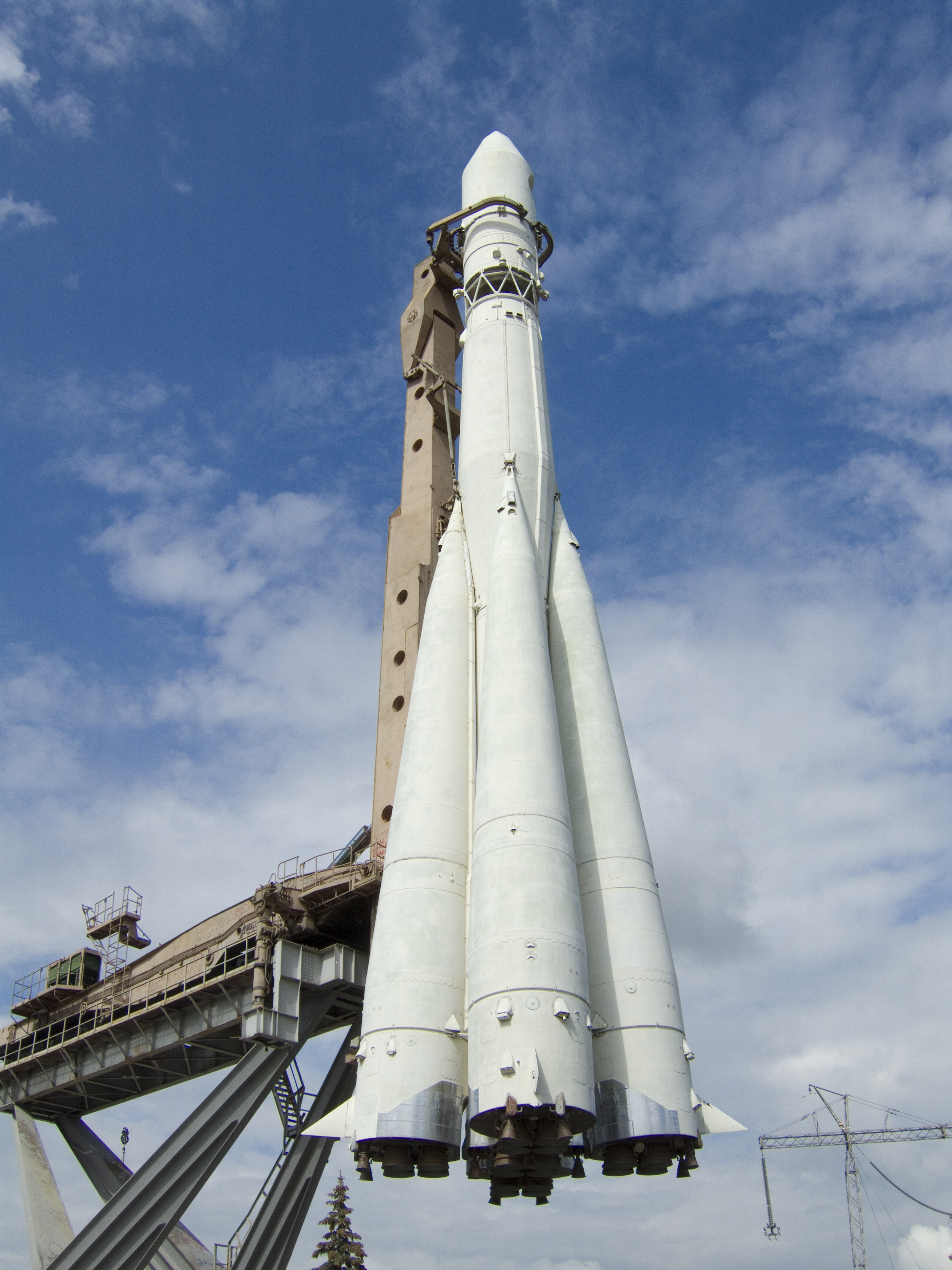
Nachbildung der Wostok-Trägerrakete

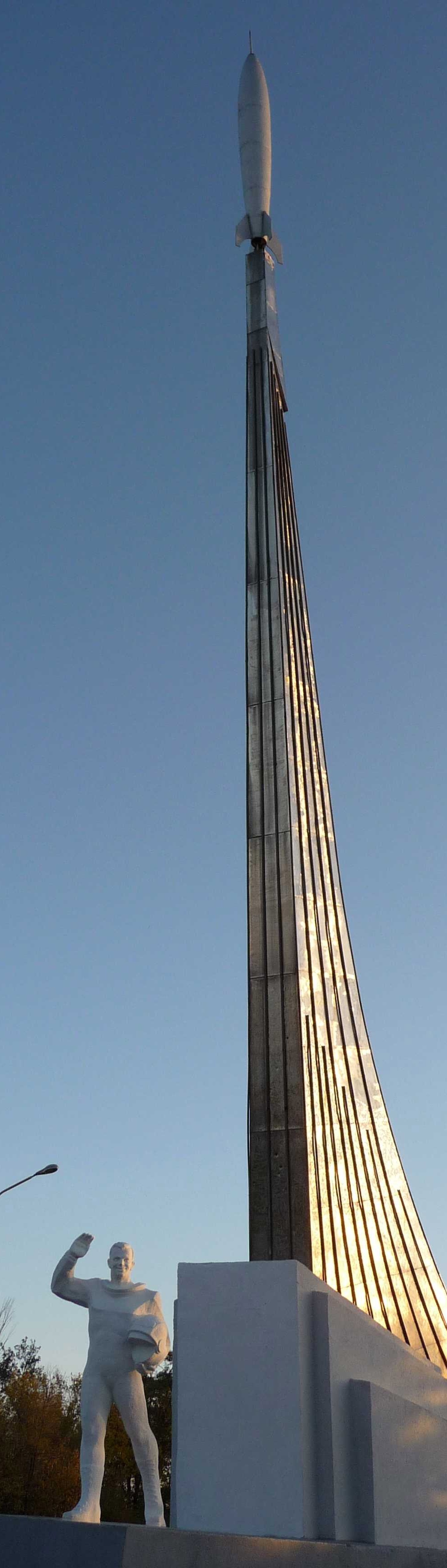
Denkmal am Landeplatz bei der Stadt Engels

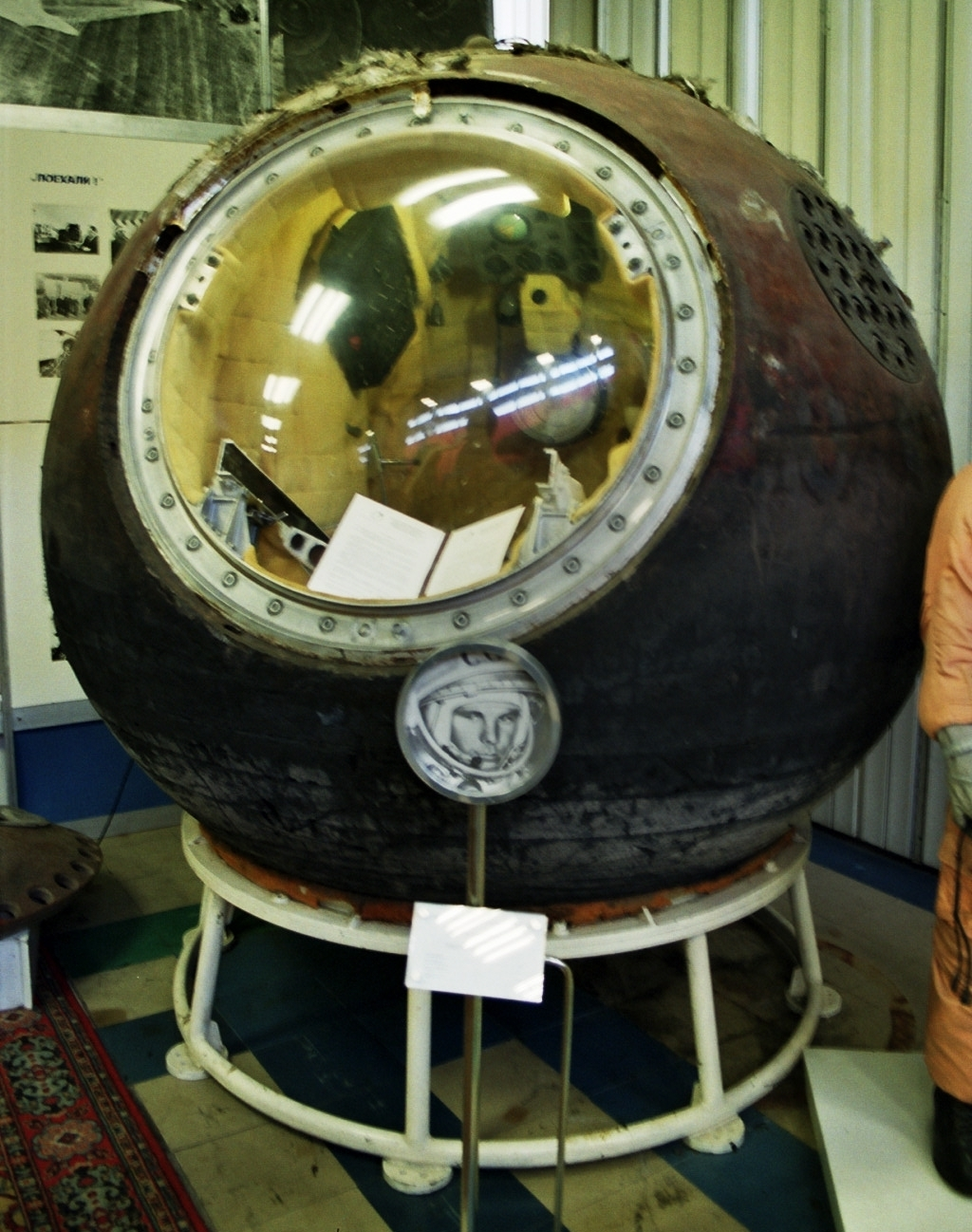
Landekapsel von Wostok 1

1960 wurde Gagarin als potenzieller Kosmonaut ausgewählt. Am 3. März kam er auf Befehl des Oberkommandierenden der Luftstreitkräfte Konstantin Andrejewitsch Werschinin in die Gruppe der Kosmonautenkandidaten und erhielt vom 11. März 1960 bis Januar 1961 eine entsprechende Ausbildung. Es gibt unterschiedliche Angaben, weshalb von den ursprünglich 20 Kandidaten schlussendlich Juri Gagarin ausgewählt wurde. Eine Version besagt, dass er unter anderem ausgewählt worden sei, weil er mit einer Körpergröße von 1,57 m eher klein war. Da die Kapsel im Raumschiff Wostok 1 nur sehr beengte Platzverhältnisse bot, machte das Gagarin zu einem bevorzugten Kandidaten. Am 12. April 1961 absolvierte Juri Gagarin mit dem Raumschiff Wostok 1 seinen Raumflug und umrundete dabei nach offiziellen Angaben in 108 Minuten (eigentlich 106) einmal die Erde. Er landete im Wolga-Gebiet, in der Nähe der Städte Saratow und Engels. Auf dem Landeplatz steht heute ein Denkmal, und der Jahrestag seines Raumfluges wird dort heute noch jährlich mit einer kleinen Feier begangen.
Gagarin war bis 1963 Kommandeur der sowjetischen Kosmonautengruppe und studierte danach an der Militärakademie für Ingenieure der Luftstreitkräfte „Prof. N. J. Schukowski“. Er war 1967 beim Flug von Sojus 1 als Ersatzpilot für Wladimir Michailowitsch Komarow vorgesehen – dieser kam bei der Mission ums Leben.

### Tod

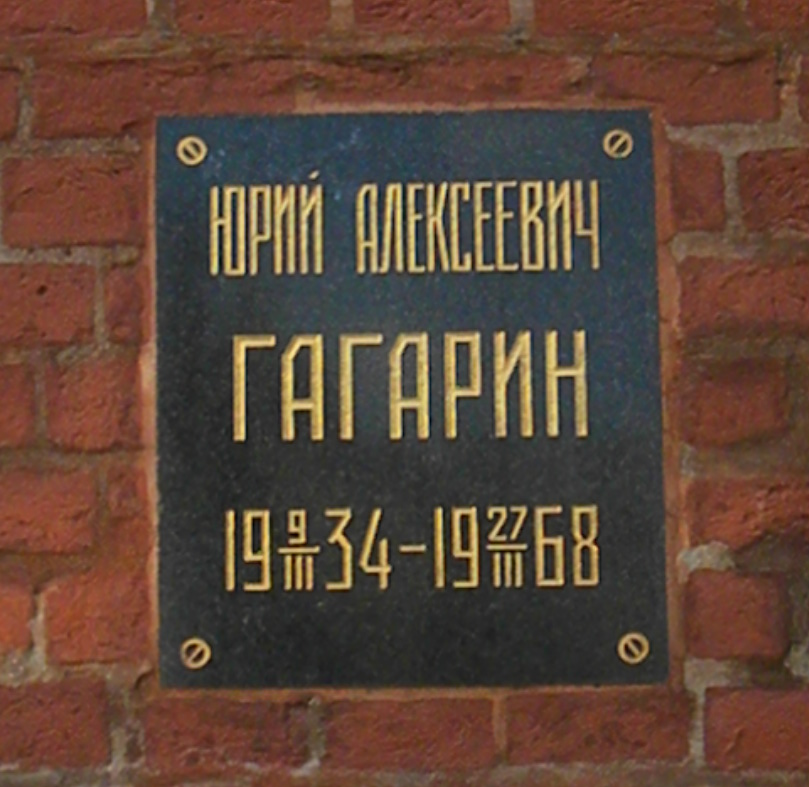
Urnengrab von Juri Gagarin

Am 27. März 1968 verunglückte Gagarin im Alter von 34 Jahren bei einem Übungsflug mit einer MiG-15UTI tödlich. Gagarin war im Februar 1968 zum Ausbilder der Kosmonauten ernannt worden, doch bevor er diesen Posten antrat, wollte er noch seine Ausbildung zum Kampfpiloten zu Ende bringen, die wegen seines Kosmonautentrainings unterbrochen worden war. Die MiG-15UTI galt als das Kampfflugzeug mit der geringsten Absturzquote der UdSSR. Gagarins Flugausbilder und Copilot war sein Regimentskommandeur und Held der Sowjetunion Oberst Wladimir Serjogin, ein routinierter MiG-15-Pilot mit rund 4000 Flugstunden und Kriegserfahrung, der beim Absturz ebenfalls ums Leben kam.
Die Umstände des Absturzes sind bis heute nicht genau geklärt. Die Regierung ließ damals lediglich „eine unglückliche Verkettung verhängnisvoller Umstände“ als Ursache verlautbaren; der Untersuchungsbericht wurde erst zum 50. Jubiläum des ersten bemannten Raumfluges veröffentlicht (fast 43 Jahre später). Die damalige Erklärung hat weiterhin offiziell Bestand. Ungeachtet dessen gab es einige Spekulationen zur Absturzursache.
Im Zuge der Perestroika-Politik von Gorbatschow erhielt 1985 Gagarins Kosmonautenkollege Alexei Leonow, der ein Mitglied der Regierungskommission war, Einsicht in den Untersuchungsbericht zu Gagarins Absturz. Dabei stellte sich heraus, dass eine Reihe von Sicherheitsvorschriften verletzt worden waren, was schließlich zum Absturz führte. Neben Gagarins MiG-15 waren am Unfalltag vier weitere Suchoi-Abfangjäger in der Luft. Einer davon, den Leonow als Suchoi Su-15 identifizierte, kam Gagarins Flugzeug bis auf wenige Meter nahe. Nach seiner Meinung verursachte die doppelt so schnelle und große Suchoi Turbulenzen, die die MiG zum Absturz brachten.
Leonow, der am Tag des Absturzes ein Fallschirmtraining mit Kosmonauten machte, hörte „zwei laute Knalle in der Ferne“ im Abstand von nur „anderthalb bis zwei Sekunden“. Er entdeckte zu seiner Überraschung im Abschlussbericht, dass seine Aussage auf 15 bis 20 Sekunden Abstand geändert worden war. Nach dem Beinahezusammenstoß zeigten Höhenmesser einer MiG-15 oft nur verzögert die wirkliche Höhe an. Auch war das Höhenradar der Leitwarte an diesem Tag ausgefallen, daher gingen Gagarin und sein erfahrener Copilot von mehr Spielraum aus, als sie in Wirklichkeit hatten. Leonow glaubt, dass der erste Knall vom Jet beim Durchbrechen der Schallmauer war und der zweite von Gagarins Flugzeugabsturz. Berechnungen ergaben, dass er nur zwei Sekunden mehr zum Abfangen aus dem Sturzflug gebraucht hätte. Andere Experten wie Stepan Mikojan, ebenfalls Mitglied der Regierungskommission, äußerten Zweifel daran, dass das Flugzeug Gagarins und Serjogins wegen eines anderen Flugzeuges ins Trudeln geraten sei. Mikojan schrieb in seinen Memoiren, Ausweichen und/oder Kollision mit einem Wetterballon sei die wahrscheinlichste Absturzursache. Noch im März 2008 behauptete ein Mitglied der Untersuchungskommission, General Eduard Scherscher, grobe Fahrlässigkeit der Piloten sei ursächlich gewesen. Dies solle nicht zugegeben werden, um deren Heldenstatus nicht zu gefährden.
Im April 2011, zum 50. Jahrestag des ersten bemannten Raumfluges, gab Russland den vollständigen Kommissionsbericht vom 4. September 1968 über den Absturz frei: „Er war ein höchst unerfahrener Pilot.“ Die Dokumente zeigen, dass die Kommission ursprünglich zum Schluss kam, dass entweder Gagarin oder Serjogin scharf manövriert hatte, um wahrscheinlich einem Wetterballon auszuweichen, was die MiG in einen „super-kritischen Flugzustand brachte und unter schwierigen Wetterbedingungen zum Abwürgen führte.“ Laut Bericht könnte der Pilot auch scharf manövriert haben, um „einen Eintritt in die unterste Wolkendecke“ zu vermeiden. Darüber hinaus listet der Bericht diverse Faktoren und Verfehlungen auf, welche die Katastrophe zumindest begünstigt haben können. Neben dem allgemein schlechten technischen Zustand der Maschine, der fehlenden Flugerfahrung Gagarins und den schlechten Wetterbedingungen werden auch die Außenbordtanks der Maschine genannt. Da diese zu einer drastischen Verschlechterung der Flugeigenschaften führen, waren Kunstflugmanöver mit der Maschine in dieser Konfiguration streng untersagt. Im Unfallbericht wird es als erwiesen angesehen, dass die Besatzung dennoch unter anderem einen Looping, horizontale Rollen und das Abfangen aus einem Sturzflug zumindest plante. Ob ein solches Manöver tatsächlich zum Absturz führte, bleibt jedoch unklar. Klar ist, dass Gagarin nach nur zehn Minuten Flugzeit per Funk eine Rückkehr zum Flugplatz ankündigte, kurz bevor der Kontakt abriss. Zuvor hatte sein Ausbilder das Flugprogramm wetterbedingt von ursprünglich 20 auf nur 4 Minuten reduziert, welches Gagarin allem Anschein nach gelungen war.
In der Sowjetunion wurde Staatstrauer ausgerufen. In der Geschichte der Sowjetunion gab es Staatstrauer zuvor nur für verstorbene Staatsoberhäupter. Gagarins und Serjogins Urnen stehen in der Nekropole an der Kremlmauer auf dem Roten Platz in Moskau.

## Würdigungen

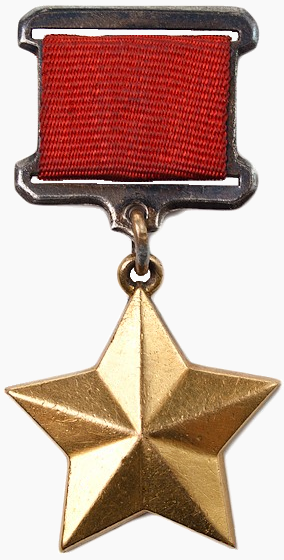
Medaille zum Ehrentitel Held der Sowjetunion

Noch während des Raumfluges wurde Gagarin vom Oberleutnant direkt zum Major befördert. Nach seiner erfolgreichen Landung bei Saratow wurde Gagarin weltweit bekannt. Insbesondere in den Ländern des Ostblocks wurde er zu einem Idol. Dazu trugen zahlreiche in der Sowjetunion erschienene Gagarin-Biographien bei, darunter auch seine Autobiographie Der Weg in den Kosmos. Seit 1962 ist der 12. April in Erinnerung an Gagarins Raumflug in der Sowjetunion ein offizieller Gedenktag (Tag der Kosmonauten). Am 7. April 2011 erklärte die Generalversammlung der Vereinten Nationen den 12. April zum Internationalen Tag der bemannten Raumfahrt.
Die erste Erdumkreisung war ein wichtiger Prestigeerfolg der sowjetischen Raumfahrt in der Zeit des Kalten Kriegs. Das amerikanische Programm Man In Space Soonest war nicht erfolgreich. Nach dem Sputnik-Schock war dies bereits der zweite sowjetische Erfolg. Die UdSSR konnte dadurch technologische Überlegenheit demonstrieren. Gagarin erhielt den Leninorden, und ihm wurde am 14. April 1961 der Titel Held der Sowjetunion verliehen. Er unternahm in der Zeit nach seiner Landung als Sympathieträger zahlreiche Promotionsreisen, während derer er sowohl für die Erforschung des Weltraums als auch für das politische System der Sowjetunion warb. Diese Reisen führten Gagarin unter anderem nach Österreich, England, Indien zu Jawaharlal Nehru und nach Kuba, wo er mit Fidel Castro zusammentraf.
Gagarin wurde auf mehreren sowjetischen Münzen und russischen Münzen verewigt. Für seine Verdienste um die Raumfahrt wurde er mit der Ziolkowski-Medaille ausgezeichnet.
Ein Krater auf der Mondrückseite wurde nach ihm benannt, ebenso der Asteroid (1772) Gagarin.
Eine Gebirgskette in der Antarktis wurde ihm zu Ehren Gagaringebirge genannt. Ferner ist er dort Namensgeber für den Berg Gora Gagarina.
Die sowjetischen Mineralogen A. W. Stepanow und E. A. Sewerow benannten im Jahre 1961 zu Ehren Gagarins ein Natrium-Calcium-Yttrium-Fluorid mit der Formel NaCaYF6 aus der Lagerstätte „Werchnaja Espe“ (russisch Верхняя Эспе) am Berg Akschailjau im Tarbagataigebirge in Kasachstan als „Gagarinit“ (heute Gagarinit-(Y)). Das Cer-dominante Analogon zum Gagarinit-(Y), dessen Typlokalität sich im Strange Lake Complex auf der Grenze der kanadischen Provinzen Québec und Neufundland und Labrador befindet, wurde im Jahre 2010 in Gagarinit-(Ce) umbenannt.
Die Militärakademie der Luftstreitkräfte „J. A. Gagarin“ in Monino trägt seinen Namen.
In Belgrad trägt ein Boulevard den Namen „Bulevar Jurija Gagarina“.
In Eilenburg erhielt die Sternwarte den Namen „Juri Gagarin“, der noch heute geführt wird. Dort befindet sich zudem eine denkmalgeschützte Büste Gagarins.
Am 8. Mai 1961 wurde die Zschopauer Straße in Karl-Marx-Stadt in Juri-Gagarin-Straße umbenannt; nach der Wende wurde sie rückbenannt. 1964 wurde eine Ringstraße in der Innenstadt Erfurts zu Ehren Gagarins, der die Stadt 1963 besuchte, in Juri-Gagarin-Ring umbenannt. Zudem steht in Erfurt ein Gagarin-Denkmal, und die (2013 sanierte) Fassade eines Wohngebäudes zeigt ein Porträt Gagarins. Auch in anderen Städten der ehemaligen DDR gibt es bis heute nach dem Kosmonauten benannte Straßen, so beispielsweise in Pirna, Radeberg, Neubrandenburg, Wismar, Fürstenwalde, Gera, Potsdam, Schwerin, Schkeuditz, Cottbus, Parchim und Halberstadt.
In Halle (Saale) wurde am 6. Oktober 1979 eine Stahlskulptur eingeweiht, die an Gagarins Raumflug erinnert. Das Monument steht an der Straße Vogelweide, die zu DDR-Zeiten den Namen Gagarinallee trug.

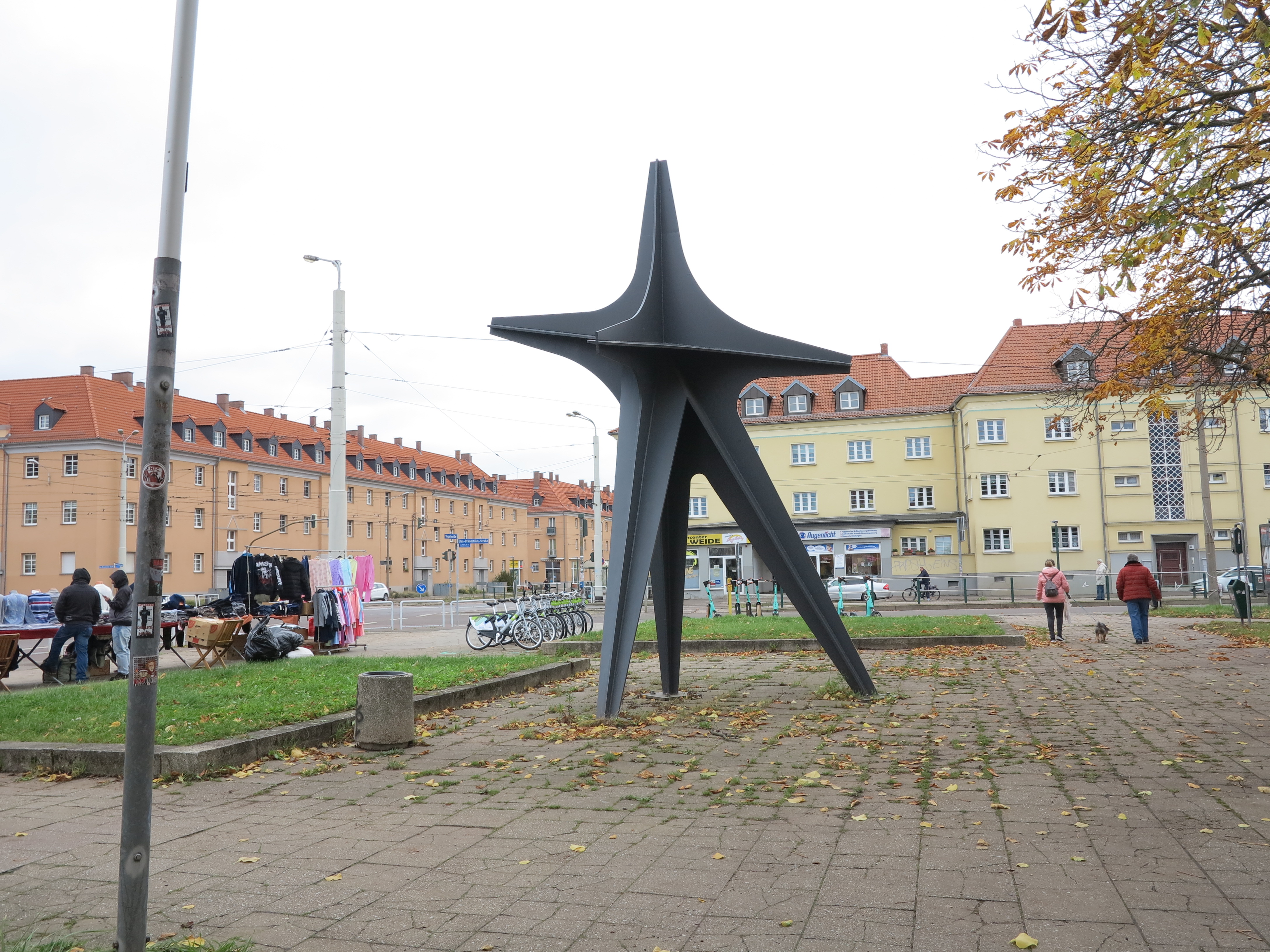
Gagarin-Denkmal in Halle, Foto 17. November 2023

In Köthen wurde 1975 ein von Robert Propf geschaffenes Denkmal für Gagarin errichtet.
Schulen und Kindergärten in der DDR wurden ebenfalls nach Juri Gagarin benannt. Davon tragen einige noch heute seinen Namen, so z. B. Kindergärten in Strausberg und Greiz und Schulen in Bad Frankenhausen, Bautzen, Brandenburg an der Havel, Zwickau, Stendal, Rostock, Stralsund und Fürstenwalde/Spree. 
1968 wurde die Stadt Gschatsk in Gagarin umbenannt. Das Ausbildungszentrum für Kosmonauten im Sternenstädtchen bei Moskau erhielt den Namen Juri-Gagarin-Kosmonautentrainingszentrum.
Im Juli 1980 wurde in Moskau zu Ehren Gagarins auf dem Gagarin-Platz am Lenin-Prospekt das futuristische Gagarin-Monument aufgestellt. Das 13 Meter hohe Denkmal des Bildhauers Pawel Bondarenko besteht aus Titan und steht auf einer 38 Meter hohen ebenfalls mit Titan verkleideten Säule.
Gagarins Name ist auf der Metallplatte des Fallen Astronaut, dem bislang einzigen Kunstwerk auf dem Mond, aufgeführt.
Das zur Satelliten- und Raketensteuerung genutzte Forschungsschiff Kosmonaut Juri Gagarin wurde nach ihm benannt.
Das Esbjörn Svensson Trio veröffentlichte im Jahr 1999 das Album From Gagarin’s Point of View.
Der französische Musiker Jean Michel Jarre veröffentlichte im Jahre 2000 den Titel Hey Gagarin.
Die 2008 gegründete Kontinentale Hockey-Liga, die höchste Spielklasse im russischen Eishockey, benannte die erstmals am Ende der Saison 2008/09 vergebene Meisterschaftstrophäe nach Juri Gagarin.
Juri Gagarin war der Name einer deutschen Electro-Band welche von 2002 bis 2011 bestand.
Eine Hommage an den sowjetischen Kosmonauten und ersten Menschen im Weltraum, Juri Gagarin, ist die Swatch Gent YURI aus dem Jahr 1992. Auf der farbenfrohen Uhr ist im Comic-Stil die Mission zum Mars dargestellt, mit dem Raumfahrer Yuri in der Mitte des Zifferblattes und des Kunststoffarmbandes. In dem grün-transparenten Gehäuse ist ein ganggenaues Quarzwerk, die Uhr ist wasserdicht und hat neon-farbige Zeiger.

## Trivia
Unmittelbar vor seinem Raumflug musste sich Gagarin erleichtern und tat dies am Hinterreifen des Transportbusses. Diese „Pinkelpause“ wird seitdem auf dem Weg zur Startrampe aus Tradition von allen russischen Kosmonauten eingehalten.
Der Spind von Gagarin im Sternenstädtchen wurde nach seinem Tod in seinem Zustand belassen, die ursprünglich furnierte Tür jedoch verglast. Darin zu sehen sind u. a. ein Tennisschläger aus Holz und Tennisschuhe.

## Galerie

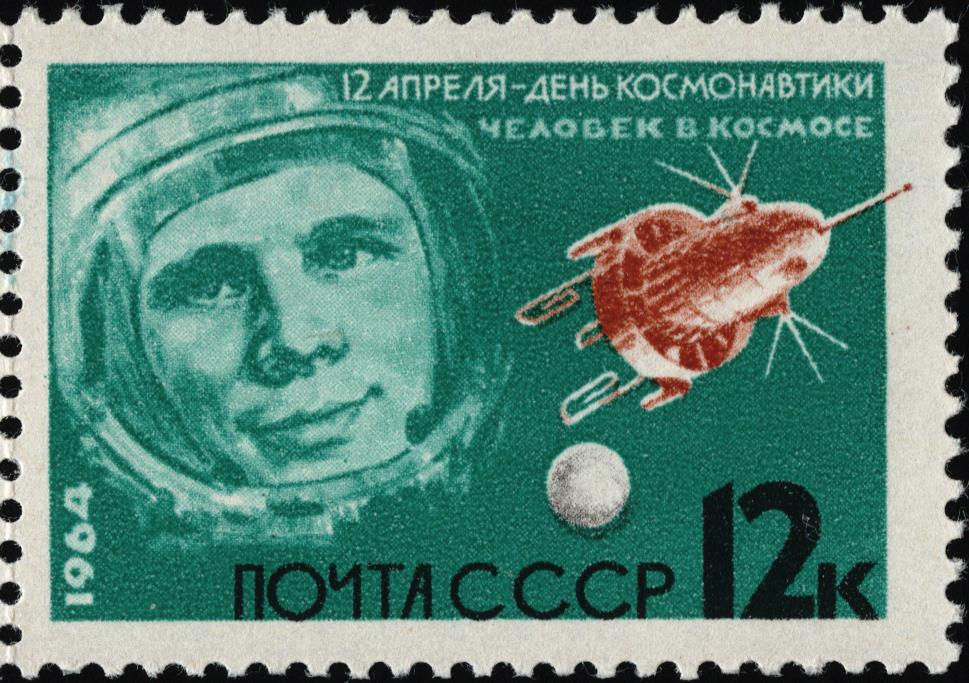
Sowjetische Briefmarke, 1964
Gagarin-Denkmal in Moskau
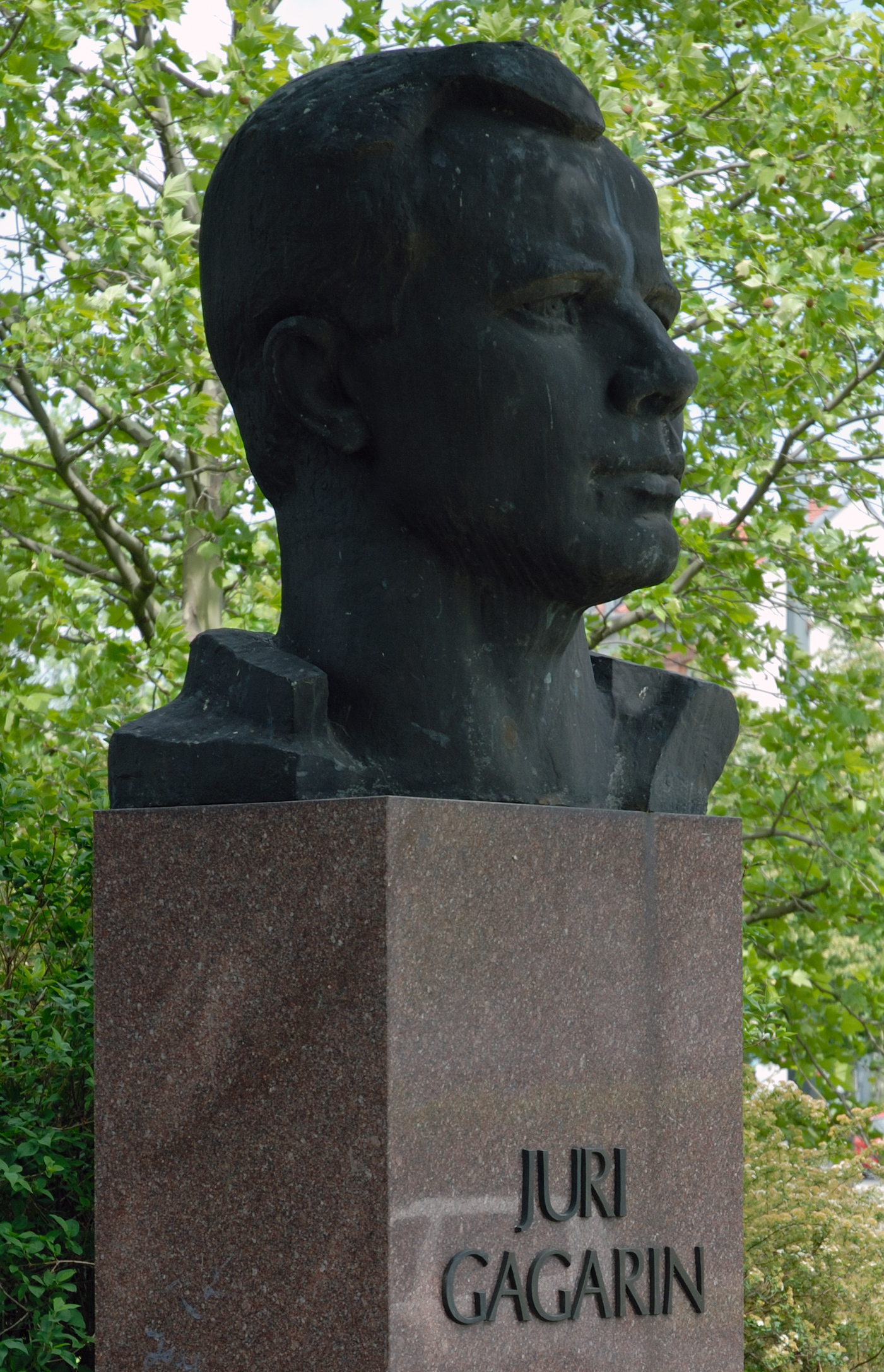
Gagarin-Denkmal von Lew Kerbel in Erfurt
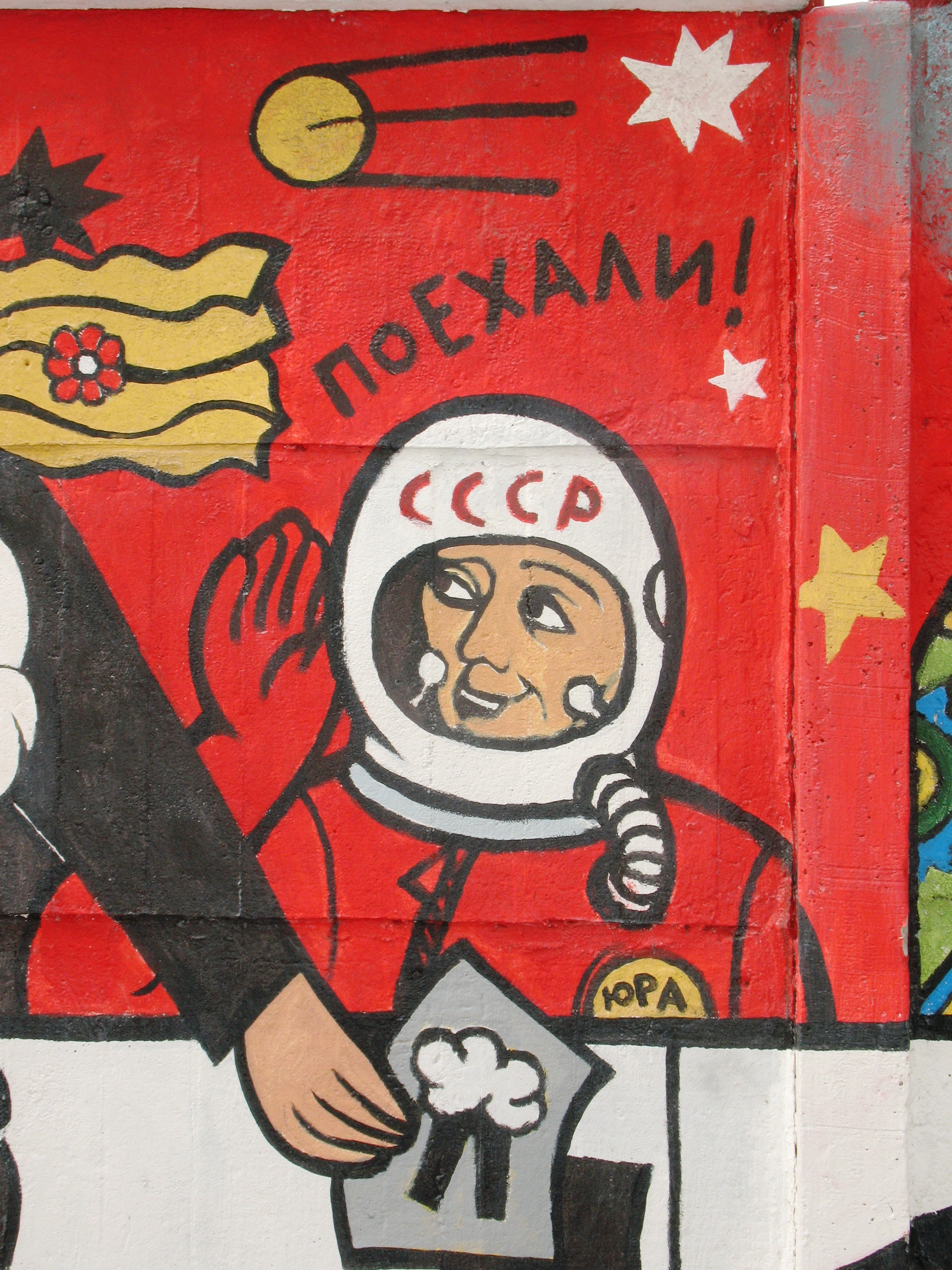
Gagarin-Graffito in Charkiw, 2008
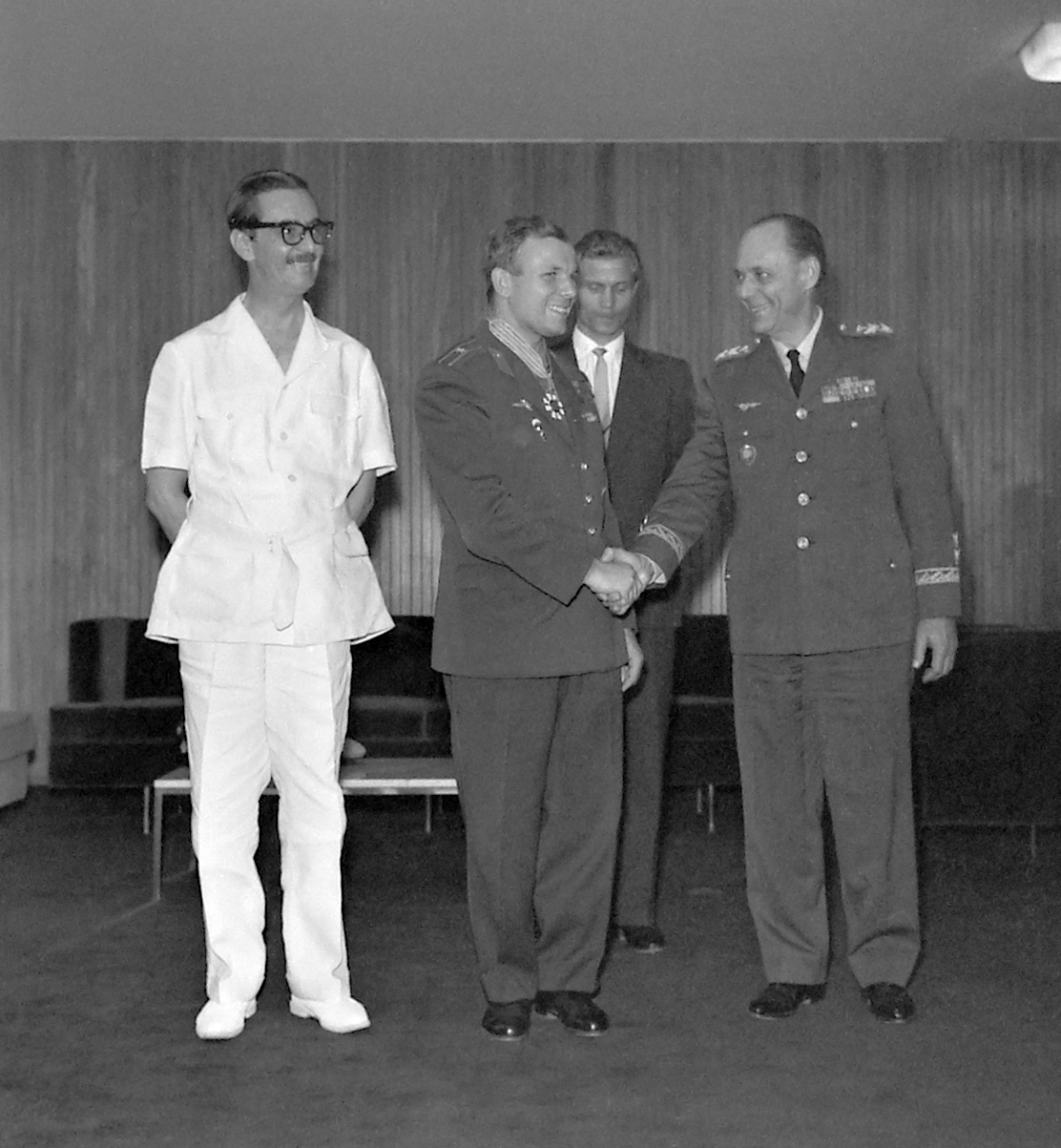
Jânio Quadros, Präsident von Brasilien, und Gagarin, 1961.
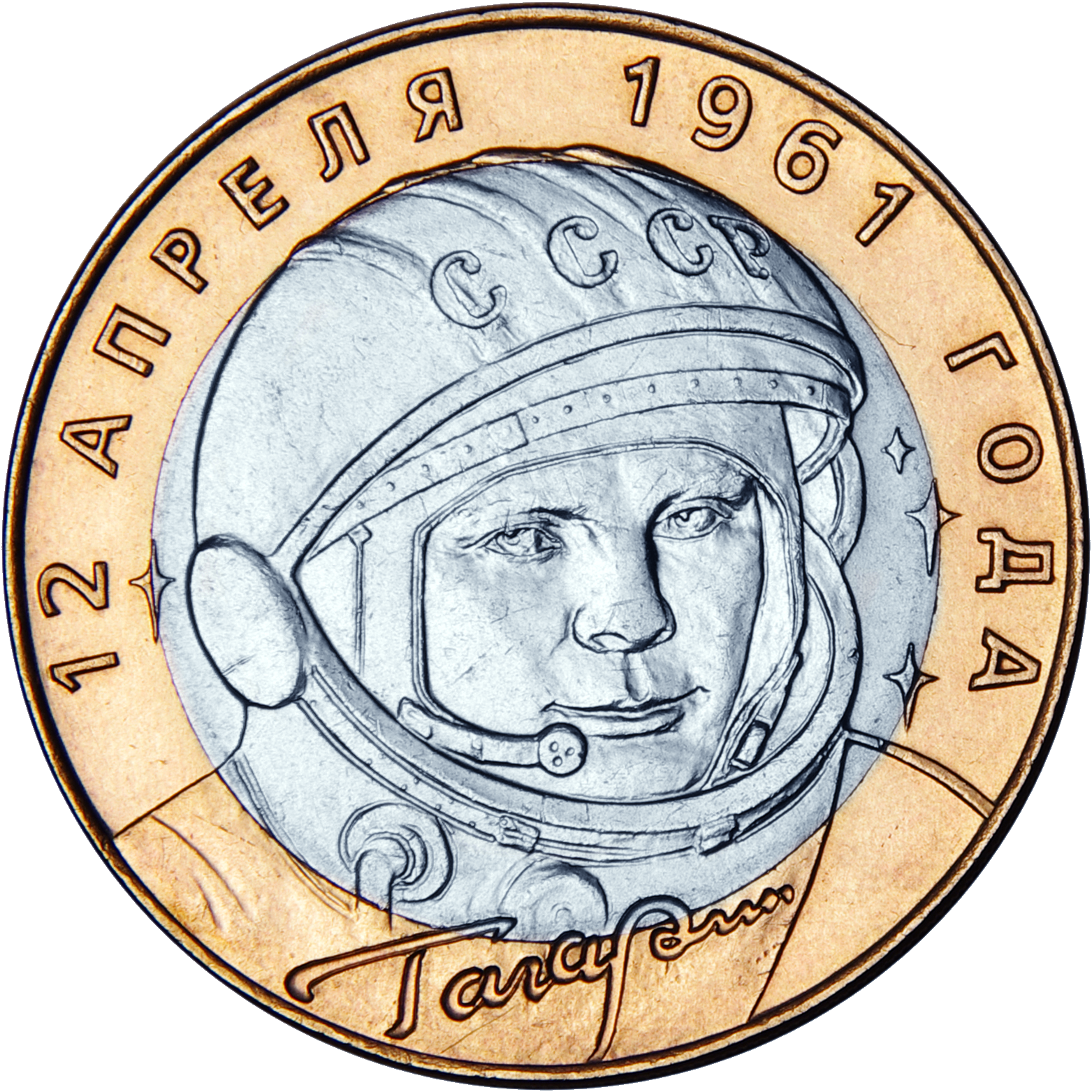
Eine 10-Rubel-Münze aus dem Jahre 2001
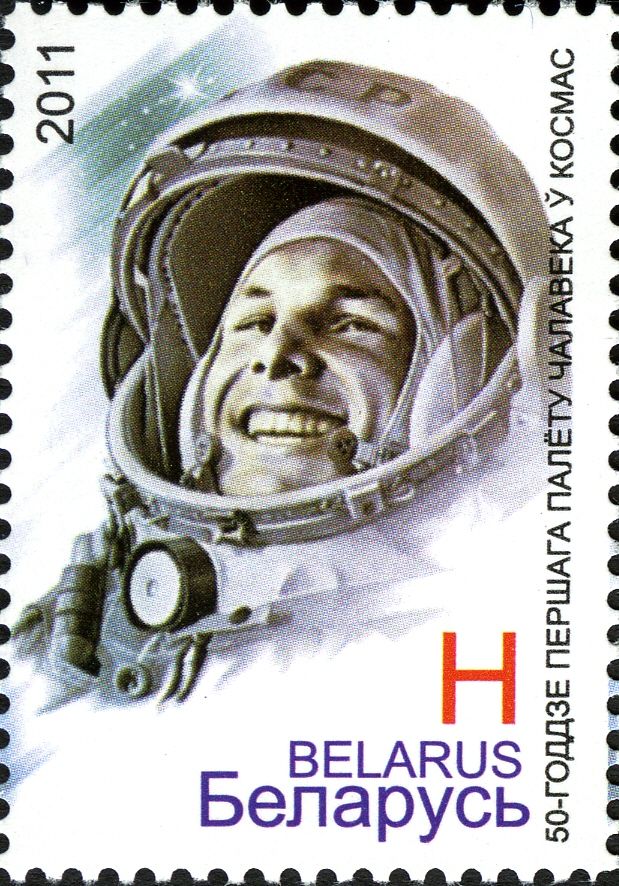
Belarussische Briefmarke, 2011

## Filme
- Die letzten Tage einer Legende. Juri Gagarin. (OT: Les derniers jours de Youri Gagarine.) Dokumentation, Frankreich, 2007, 52 Min., Buch: Arnaud Hamelin, Regie: Laurent Portes, Produktion: Sunset Presse, Inhaltsangabe von Phoenix mit Trailer, 3 Min.
- Gagarin, ich habe Dich geliebt (OT: Gagarin, ya vas lyubila (russ.: Гагарин, я вас любила)) Dokumentation, Ukraine, 1992, 53 Min., Buch: Valentina Rudenko, Regie: Valentina Rudenko, Inhaltsangabe von ZDF
- First Orbit Dokumentation, UK, 2011, 99 Min., Kamera: Paolo Nespoli, Regie: Christopher Riley, Musik: Phillip Sheppard First Orbit
- Gagarin – Wettlauf ins All (OT: Gagarin: Pervyy v kosmose) Spielfilm, Russland, 2013, 114 Min., Buch: Andrei Dmitriyev, Oleg Kapanets, Regie: Pavel Parkhomenko, Produktion: Kremlin Films[22]

## Werke
- Mein Flug ins All. Kongreß-Verlag, Berlin 1961.
- Der Weg in den Kosmos: Ein Bericht des ersten Kosmonauten der UdSSR, dt. von Hilde Eschwege; Verlag für fremdsprachige Literatur, Moskau 1961.
- mit N. Melnikov und N. Kotyš: Unser Flug in den Kosmos, dt. von Rahel Strassberg; Urania Verlag, Leipzig; Jena; Berlin 1963.
- mit Vladimir V. Lebedev: Ich war der erste Mensch im Weltall: Psychologie und Kosmos, dt. von Herbert von Blanckenhagen; Goldmann Verlag, München 1970.
- mit Vladimir V. Lebedev: Der Sprung ins Weltall, dt. von Friedrich Bergner; Verlag Neues Leben, Berlin 1970, DNB 456693165.